# André Béhotéguy
Jean-Baptiste André Béhotéguy (ur. 19 października 1900 w Bajonnie, zm. 17 sierpnia 1960 w Nicei) – francuski sportowiec, lekkoatleta, wioślarz i rugbysta grający na pozycji środkowego ataku, olimpijczyk, zdobywca srebrnego medalu w turnieju rugby union na Letnich Igrzyskach Olimpijskich w 1924 roku w Paryżu.
Jego brat, Henri, również był reprezentantem Francji w rugby union.

## Kariera sportowa
W trakcie kariery sportowej reprezentował klub Aviron Bayonnais oraz US Cognac Rugby, z tym pierwszym dwukrotnie występując w finałach mistrzostw Francji w 1922 i 1923 roku.
Z reprezentacją Francji zagrał w turnieju rugby union na Letnich Igrzyskach Olimpijskich 1924. Wystąpił w obu meczach tych zawodów, w których Francuzi na Stade de Colombes rozgromili 4 maja Rumunię 61–3, a dwa tygodnie później przegrali z USA 3–17. Wygrywając z Rumunami, lecz przegrywając z USA zajęli w turnieju drugie miejsce zdobywając tym samym srebrne medale igrzysk.
W reprezentacji Francji, także jako kapitan, w latach 1923–1929 rozegrał łącznie 19 spotkań zdobywając 28 punkty.
Był mistrzem Francji w wioślarstwie, a także startował w międzynarodowych zawodach lekkoatletycznych.